# U-995
| U-995                                                                                    | U-995 | U-995 |
| ---------------------------------------------------------------------------------------- | --- | --- |
| U 995                                                                                    | | |
|                                                                                          | | |
| Підводний човен U-995 типу VIIC/41 у Військово-морському музеї в Лабе. 1 травня 2004     | | |
| Верф                                                                                     | Blohm + Voss, Гамбург | Blohm + Voss, Гамбург |
| Під прапором                                                                             | Третій Рейх Норвегія | Третій Рейх Норвегія |
| Належність                                                                               | Крігсмаріне · Військово-морські сили Норвегії | Крігсмаріне · Військово-морські сили Норвегії |
| Порт приписки                                                                            | Кіль Тронгейм Нарвік | Кіль Тронгейм Нарвік |
| Замовлення                                                                               | 14 жовтня 1941 | 14 жовтня 1941 |
| Закладений                                                                               | 25 листопада 1942 | 25 листопада 1942 |
| Спуск на воду                                                                            | 22 липня 1943 | 22 липня 1943 |
| Введений до складу флоту                                                                 | 16 вересня 1943 | 16 вересня 1943 |
| На службі                                                                                | 1942—1945 | 1942—1945 |
| Сучасний статус                                                                          | 11 березня 1945 року сильно пошкоджений унаслідок авіаційного нальоту союзної авіації; 1946/1947 року розібраний на брухт                              | 11 березня 1945 року сильно пошкоджений унаслідок авіаційного нальоту союзної авіації; 1946/1947 року розібраний на брухт                              |
| Бойовий досвід                                                                           | Друга світова війна Кампанія в Арктиці * Операція «Маскот» * Конвой RA 60 * Конвой JW 65                                                               | Друга світова війна Кампанія в Арктиці * Операція «Маскот» * Конвой RA 60 * Конвой JW 65                                                               |
| Проєкт                                                                                   | | |
| Тип ПЧ                                                                                   | середній торпедний ДПЧ | середній торпедний ДПЧ |
| Вартість                                                                                 | 4 714 000 ℛℳ | 4 714 000 ℛℳ |
| Основні характеристики                                                                   | | |
| Швидкість (надводна)                                                                     | 17,9 вузлів | 17,9 вузлів |
| Швидкість (підводна)                                                                     | 8 вузлів | 8 вузлів |
| Робоча глибина занурення                                                                 | 100 м | 100 м |
| Гранична глибина занурення                                                               | 220 м | 220 м |
| Дальність плавання                                                                       | 8500 морських миль (15 700 км) на швидкості 10 вузлів (у надводному положенні) 80 морських миль (150 км) на швидкості 4 вузли (в підводному положенні) | 8500 морських миль (15 700 км) на швидкості 10 вузлів (у надводному положенні) 80 морських миль (150 км) на швидкості 4 вузли (в підводному положенні) |
| Автономність плавання                                                                    | 135—174 км на швидкості 4 вузли (в підводному положенні) 11 470 км на швидкості 10 вузлів (у надводному положенні)                                     | 135—174 км на швидкості 4 вузли (в підводному положенні) 11 470 км на швидкості 10 вузлів (у надводному положенні)                                     |
| Екіпаж                                                                                   | 44-60 осіб | 44-60 осіб |
| Розміри                                                                                  | | |
| Довжина найбільша (по КВЛ)                                                               | 67,1 м | 67,1 м |
| Ширина корпусу найб.                                                                     | 6,2 м | 6,2 м |
| Висота                                                                                   | 9,6 м | 9,6 м |
| Середня осадка (по КВЛ)                                                                  | 4,74 м | 4,74 м |
| Водотоннажність надводна                                                                 | 769 т | 769 т |
| Водотоннажність підводна                                                                 | 871 т | 871 т |
| Силова установка                                                                         | | |
| дизель-електрична; 2 дизельних двигуни MAN M 6 V 40/46, 2 електродвигуни BBC GG UB 720/8 | | |
| Гвинти                                                                                   | 2 | 2 |
| Потужність                                                                               | 2 × 2100—2310 к.с. (дизелі) 2 × 750 к.с. (електродвигуни)                                                                                              | 2 × 2100—2310 к.с. (дизелі) 2 × 750 к.с. (електродвигуни)                                                                                              |
| Озброєння                                                                                | | |
| Артилерія                                                                                | 1 × 88-мм палубна гармата SK C/35 | 1 × 88-мм палубна гармата SK C/35 |
| Торпедно- мінне озброєння                                                                | 4 носових і один кормовий ТА 14 торпед або 26 мін TMA                                                                                                  | 4 носових і один кормовий ТА 14 торпед або 26 мін TMA                                                                                                  |
| ППО                                                                                      | 1 × 37-мм зенітна гармата Flak M42 2 × 20-мм зенітні гармати FlaK 30                                                                                   | 1 × 37-мм зенітна гармата Flak M42 2 × 20-мм зенітні гармати FlaK 30                                                                                   |

U-995 — німецький середній підводний човен типу VIIC/41, що входив до складу Військово-морських сил Третього Рейху за часів Другої світової війни. Закладений 25 листопада 1942 року на верфі № 195 компанії Blohm + Voss у Гамбурзі, спущений на воду 22 липня 1943 року. 16 вересня 1943 року корабель увійшов до складу 5-ї навчальної флотилії ПЧ ВМС нацистської Німеччини.

## Історія служби
U-995 належав до німецьких підводних човнів типу VIIC/41, однієї з модифікацій найчисленнішого типу субмарин Третього Рейху, яких було випущено 703 одиниці. Службу розпочав у складі 5-ї навчальної флотилії ПЧ. З 1 червня 1944 року перебував у бойовому складі 13-ї флотилії, а 1 березня 1945 року включений до складу 14-ї флотилії ПЧ. З 18 травня 1944 до 25 березня 1945 року підводний човен здійснив 9 бойових походів, діючи переважно в арктичних водах, провівши 168 діб у морі, під час яких потопив 3 транспортних судна (сумарною водотоннажністю 1 560 GRT), 1 військовий корабель (105 тонн), 1 допоміжне військове судно (633 GRT), а також спричинив одному судну невиправних пошкоджень (7 176 GRT).
Наприкінці війни, 8 травня 1945 року, U-995 капітулював союзникам у Тронгеймі, Норвегія, у несправному стані. 9 грудня був переданий британцям, але через поганий технічний стан залишився на місці. У жовтні 1948 року його передали у власність Норвегії. 1 грудня 1952 року після проведення ремонту та модернізації трофейний підводний човен U-995 став норвезьким підводним човном «Каура» (норвезький клас «K»), а в 1965 році його вивели з експлуатації Королівського флоту Норвегії. Потім човен запропонували уряду Західної Німеччини за церемоніальну ціну в одну німецьку марку. Пропозиція була відхилена; однак човен був врятований Лігою ВМС Німеччини. U-995 став кораблем-музеєм у Військово-морському меморіалі Лабе в жовтні 1971 року.

## Командири
- Капітан-лейтенант Вальтер Кентопп (16 вересня 1943 — 9 жовтня 1944)
- Оберлейтенант-цур-зее резерву Ганс-Георг Гесс (10 жовтня 1944 — 9 травня 1945)

## Перелік затоплених U-995 суден у бойових походах
| №                                                          | Дата            | Командир ПЧ                | Назва              | Тип                        | Належність | Водотоннажність (брт)                                          | Вантаж       | Конвой                                                                          | Результат та координати                                                | Наслідки атаки для екіпажу     | Прим. |
| ---------------------------------------------------------- | --------------- | -------------------------- | ------------------ | -------------------------- | ---------- | -------------------------------------------------------------- | ------------ | ------------------------------------------------------------------------------- | ---------------------------------------------------------------------- | ------------------------------ | ----- |
| Шостий похід (30.11—09.12.1944, 10 діб; Нарвік—Буген)      |                 |                            |                    |                            |            |                                                                |              |                                                                                 |                                                                        |                                |       |
| 1                                                          | 5 грудня 1944   | Oblt. (R). Ганс-Георг Гесс | «Пролетарій»       | суховантажне судно         | СРСР       | 1 123                                                          |              | Конвой ПК-20                                                                    | потоплено 69°57′ пн. ш. 32°53′ сх. д. / 69.950° пн. ш. 32.883° сх. д.  | 56 (29 загинули та 27 вижили)  |       |
| Сьомий похід (11.12.1944—07.01.1945, 28 діб; Буген—Нарвік) |                 | Oblt. (R). Ганс-Георг Гесс |                    |                            |            |                                                                |              |                                                                                 |                                                                        |                                |       |
| 2                                                          | 21 грудня 1944  | Oblt. (R). Ганс-Георг Гесс | «Решительний»      | моторний катер             | СРСР       | 20                                                             | 26 пасажирів |                                                                                 | потоплений 68°27′ пн. ш. 38°37′ сх. д. / 68.450° пн. ш. 38.617° сх. д. | 31 (28 загинули та 3 вижили)   |       |
| 3                                                          | 26 грудня 1944  | Oblt. (R). Ганс-Георг Гесс | РT-52 «Сом»        | моторний рибальський човен | СРСР       | 417                                                            |              |                                                                                 | потоплений 68°39′ пн. ш. 40°20′ сх. д. / 68.650° пн. ш. 40.333° сх. д. | 32 (31 загиблий та 1 вцілілий) |       |
| 4                                                          | 29 грудня 1944  | Oblt. (R). Ганс-Георг Гесс | T-883              | протичовновий траулер      | СРСР       | 633                                                            |              | Конвой КБ-37                                                                    | потоплений 68°09′ пн. ш. 40°22′ сх. д. / 68.150° пн. ш. 40.367° сх. д. | 49 (усі загинули)              |       |
| Восьмий похід (02.02—06.03.1945, 33 доби; Нарвік—Нарвік)   |                 | Oblt. (R). Ганс-Георг Гесс |                    |                            |            |                                                                |              |                                                                                 |                                                                        |                                |       |
| 5                                                          | 2 березня 1945  | Oblt. (R). Ганс-Георг Гесс | БО-224             | патрульний катер           | СРСР       | 105                                                            |              |                                                                                 | потоплений 69°21′ пн. ш. 33°38′ сх. д. / 69.350° пн. ш. 33.633° сх. д. | 31 (7 загиблих та 24 вцілілих) |       |
| Дев'ятий похід (13.03—25.03.1945, 13 діб; Нарвік—Гарстад)  |                 | Oblt. (R). Ганс-Георг Гесс |                    |                            |            |                                                                |              |                                                                                 |                                                                        |                                |       |
| 6                                                          | 20 березня 1945 | Horace Bushnell            | суховантажне судно | США                        | 7 176      | 6500 тонн локомотивів, шин, боєприпасів, техніки та вантажівок | Конвой JW 65 | тотально зруйновано 69°23′ пн. ш. 35°17′ сх. д. / 69.383° пн. ш. 35.283° сх. д. | 69 (5 загинули та 64 вижили)                                           | судно класу «Ліберті»          |       |